# Selenophorus depressulus
Selenophorus depressulus är en skalbaggsart som beskrevs av Thomas Casey. Selenophorus depressulus ingår i släktet Selenophorus och familjen jordlöpare. Inga underarter finns listade i Catalogue of Life.